# Huhtamäki
Huhtamäki Oyj (NASDAQ OMX: HUH1V) er en finsk fødevareemballagevirksomhed. I 2015 var virksomhedens omsætning på 2,7 mia. Euro og der var 15.844 ansatte. Den fokuserer primært på engangspapir og plastikbordtøj, såsom engangskopper, tallerkener og containere til fastfoodrestauranter, kaffebarer, detailbutikker, cateringvirksomhed, automatoperatører (fx overfladebehandlede papirskopper til fastfood-kæder som Burger King) såvel som fleksible emballager og labels til mad og drikke, dyrefoder, medicin, husholdning og hygiejne. Huhtamaki fremstiller også æggebakker, frugtbakker og kopholdere. Virksomheden er en pioner i udvikling og brugen af bæredygtige materialer som bioplast og genbrugelige materialer.

## Historie
Huhtamäki blev oprindeligt etableret som en producent af konfekt i 1920 i Kokkola i Finland. Gennem årerne voksede den i størrelse og den blev endeligt et industrikonglomerat med så forskellige produkter som kvindetøj, medicin og elektroniske komponenter. En emballagedivision blev etableret i 1965 under Polarpak-mærket. I 1988 besluttede virksomheden at fokuserede på et enkelt segment, hvor den kunne være verdensledende. Mange forretningsenheder blev frasolgt gennem det følgende årti, inklusiv medicindivisionen Leiras (solgt til Schering) og den originale slik-forretning (som på dette tidspunkt inkluderede Leaf-mærket). I den samme periode blev der opkøbt et stort antal emballagevirksomheder. I dag fokuserer Huhtamäki entydigt på emballagesektoren, hvor de er til stede i over 30 lande. Hovedsædet ligger i Espoo i Finland.

## Ekstern henvisning
- Officiel hjemmeside